# Malo Ropotovo
Malo Ropotovo en serbe latin et Ropotovë e Vogël en albanais (en serbe cyrillique : Мало Ропотово) est une localité du Kosovo située dans la commune/municipalité de Kamenicë/Kosovska Kamenica, district de Gjilan/Gnjilane (Kosovo) ou district de Kosovo-Pomoravlje (Serbie). Selon le recensement kosovar de 2011, elle compte 156 habitants.
Selon le découpage administratif du Kosovo, le village est rattaché à la commune/municipalité de Ranilug/Ranillug.

## Démographie

### Évolution historique de la population dans la localité
| 1948 | 1953 | 1961 | 1971 | 1981 | 1991 | 2011 |
| ---- | ---- | ---- | ---- | ---- | ---- | ---- |
| 214  | 221  | 254  | 254  | 218  | 233  | 156  |

|  |

### Répartition de la population par nationalités (2011)
En 2011, les Serbes représentaient 78,21 % de la population et les Albanais 21,79 %.